# Sendlinger Tor
 (novembre 2024).
La Sendlinger Tor est la porte de ville au sud de la ville historique de Munich.

## Emplacement
La Sendlinger Tor se trouve sur l'axe nord-sud qui traverse le centre-ville de Munich.

## Histoire

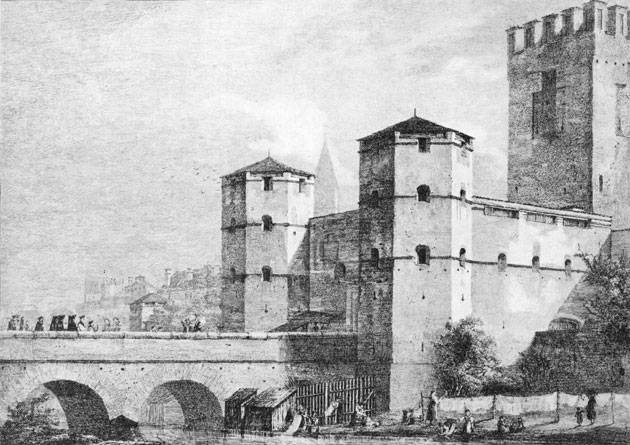
Domenico Quaglio le jeune, Sendlinger Tor, avant 1808

La porte est construite durant l'expansion de la ville sous Louis IV de Bavière en même temps que la muraille qui entoure la seconde ville de 1285 à 1337. Sa première mention écrite date de 1319, mais elle a été bâtie avant. En 1318, elle sert de point de départ pour aller en Italie. En 1420 s'ajoutent deux tours de flanquement.
En 1808, la tour centrale est démolie. En 1860, Arnold Zenetti (de) dirige les travaux de restauration des deux tours de flanquement, de la paroi interne et des trois entrées centrales. En 1906, ces trois entrées sont remplacées par une seule entrée principale en arc.
Après la Seconde Guerre mondiale, la Sendlinger Tor est peu endommagée. Elle est restaurée durant les années 1980. On retrouve un vestige de la muraille qui est remontée Herzog-Wilhelm-Straße.

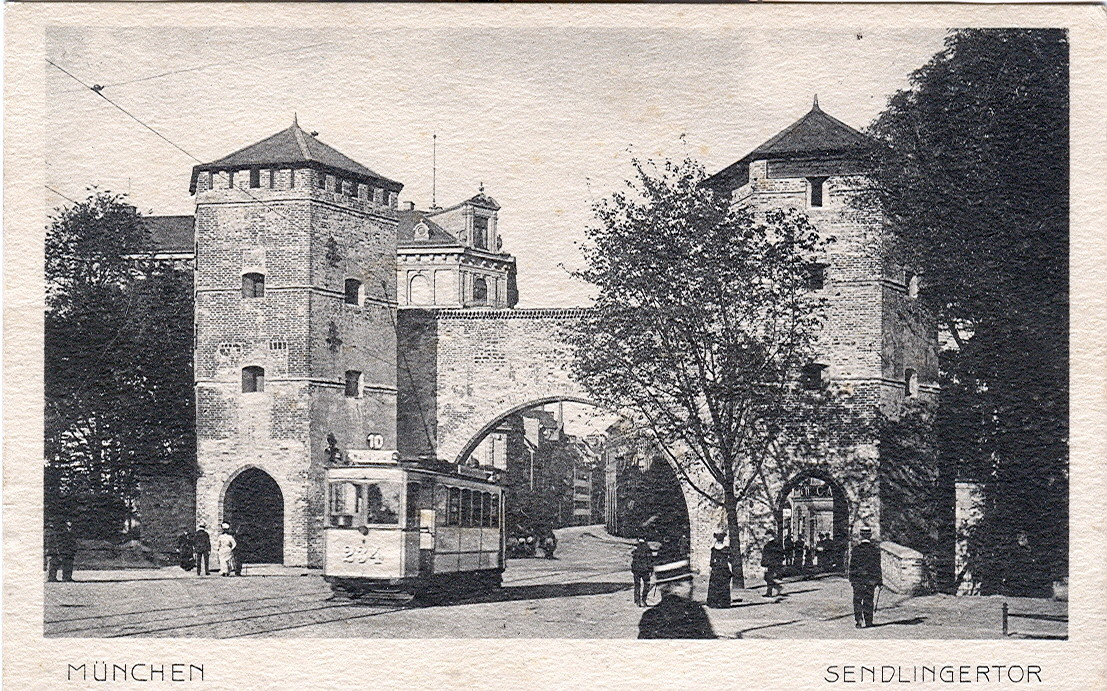
La Sendlinger Tor en 1918

Sous la place se trouve la station de métro Sendlinger Tor qui reçoit quatre lignes de métro et quatre lignes de tramway.

## Source, notes et références
- (de) Cet article est partiellement ou en totalité issu de l’article de Wikipédia en allemand intitulé « Sendlinger Tor » (voir la liste des auteurs).